# Petersburg (Alaska)
Petersburg es una ciudad ubicada en el Área censal de Petersburg en el estado estadounidense de Alaska. En el Censo de 2010 tenía una población de 2948 habitantes y una densidad poblacional de 24,94 personas por km².

## Geografía
Petersburg se encuentra en las coordenadas 56°45′48″N 132°52′33″O / 56.76333, -132.87583. Según la Oficina del Censo de los Estados Unidos, Petersburg tiene una superficie total de 118.18 km², de la cual 114.3 km² corresponden a tierra firme y (3.29%) 3.88 km² es agua.

## Demografía
Según el censo de 2010, había 2948 personas residiendo en Petersburg. La densidad de población era de 24,94 hab./km². De los 2948 habitantes, Petersburg estaba compuesto por el 79.99% blancos, el 0.44% eran afroamericanos, el 7.02% eran amerindios, el 3.22% eran asiáticos, el 0.2% eran isleños del Pacífico, el 1.19% eran de otras razas y el 7.94% pertenecían a dos o más razas. Del total de la población el 3.7% eran hispanos o latinos de cualquier raza.